# Zemljopis Asirije
Kad se govori o Asiriji u zemljopisnom smislu, onda je riječ o sjevernom dijelu Mezopotamije, čijim se središtem obično označava trokut što ga čine Kurdsko gorje na sjeveru, rijeka Tigris na zapadu, te gornji tok rijeke Zab s istoka, koja se potom ulijeva u Tigris, čineći tako najjužniji krak toga trokuta. Unutar ovog trokuta, ili vrlo blizu njemu, smjestili su se svi važni gradovi toga kraja: Ašur, Niniva, Arbela i Kalah. Kroz povijest narodi koji su obitavali na ovom području uspjeli su proširiti svoj utjecaj na čitavo šire područje Asirije, čiji južni kraj označuje točka gdje se Eufrat i Tigris najviše približuju, otprilike u visini današnjeg Bagdada. Istočnu su granicu označavale padine brda Zagros, sjevernu granicu Kurdsko gorje, a zapadnu Sirijska pustinja. U današnjem političkom smislu čitav središnji dio Asirije nalazi se unutar Iraka, dok se šira Asirija protezala u današnju južnu Tursku i istočnu Siriju.

## Krajolik
Najviše su planine u Asiriji Kurdsko gorje i planine Zagros, koje dostižu visinu od 3.600 metara. Sama središnja Asirija blago je brežuljkasta, dok se zapadno od Tigrisa nalazi polupustinjsko područje nazvano Džezira (Jezirah), a prostire se sve do rijeke Eufrata. Tigris je glavna asirska rijeka, skupa s pritocima: Gornji i Donji Zab, te Šat el-adheim. Sve su ove rijeke obilježene brzim i za plovidbu nesigurnim tokovima. Skele i čamci mogu se koristiti na Tigrisu južno od Mosula, no i ondje bi putovanje moglo biti prilično opasno.

## Klima
Obično se drži da Asirija ima izuzetno ugodnu klimu. Ljeta su topla, ali ne i pretjerano vruća, dok su zime svježe, ali ne i pretjerano hladne. Proljeće i jesen su duga i umjerena godišnja doba. Za razliku od Babilonije, u Asiriji su padaline redovite i dostatne za bogatu vegetaciju. Tek nešto južnije od grada Ašura proteže se linija koja, s istoka prema zapadu, dijeli Asiriju na sjeverni dio s redovitim oborinama i južni s tek povremenim oborinama.
Postoje dokazi da je oko 1200 pr. Kr. došlo do mikroklimatske promjene u središnjem dijelu Plodnog polumjeseca, uključujući i Asiriju. Kroz nekoliko godina bilo je vrlo malo kiše, što je dovelo do siromašnijeg uroda žitarica, a potom i do gladi, s teškim ekonomskim i političkim posljedicama. Također, kroz niz tisućljeća došlo je i do snažne erozije tla zbog sječe drveća za gradnju i ogrjev. Vjeruje se da su u 2. tisućljeću pr. Kr. još uvijek na području Asirije postojale prostrane šume bogate vegetacijom i divljim životinjama, te da je tlo općenito bilo bogatije i plodnije no danas.

## Prirodna bogatstva, poljoprivreda i stočarstvo
Najveća prirodna bogatstva Asirije svakako su zemlja i voda, što je omogućilo razvoj poljoprivrede i stočarstva. Zahvaljujući redovitim padalinama, ljudi su mogli živjeti bilo gdje u Asiriji, te se nisu morali okupljati isključivo oko vodenih tokova, kao što je to bio slučaj u Babiloniji. Tako je kroz povijest većina središnje Asirije bila napućena ljudima koji su se bavili poljoprivredom i stočarstvom, a ubrzo se to proširilo i na Džeziru, kako je rastao broj stanovništva. U rijekama je bilo dovoljno ribe, dok su na brežuljcima uspijevali vinogradi. Relativno mekan mosulski mramor korišten je za gradnju i kiparstvo, no glavni građevinski materijal bila je glinena opeka, te bitumen koji se mogao naći u Eufratu, u blizini današnjeg grada Hit. U Džeziri su postojale, i još uvijek postoje, zalihe soli.
Temelj gospodarstva predstavljala je poljoprivreda i stočarstvo. Ove dvije gospodarske grane međusobno su se nadopunjavale, tako da je dio zemlje korišten za ispašu, a drugi dio za obrađivanje i uzgoj žitarica. Najčešća žitarica bio je ječam, no uzgajala se i pšenica. Od ječma se proizvodio kruh i jedna vrsta piva, a od grožđa vino. Ulje od sezama korišteno je za obogaćivanje kruha. Povrće se rijetko uzgajalo. Veću su važnost imali začini, poput gorušice i, naravno, sol. Najčešće povrće bio je luk, češnjak i poriluk, a uobičajeni dio prehrane činilo je i voće poput jabuka, grožđa i oraha.
Od domaćih životinja, najčešće su uzgajane ovce i koze, koje su omogućavale i proizvodnju tkanine. Kozje je mlijeko bilo osobito na cijeni, kako kao piće, tako i kao sirovina za proizvodnju sira. Držale su se svinje, goveda i perad poput patki i kokoši. Najčešće ove životinje nisu ubijane radi mesa, jer se meso jelo samo za najveće blagdane i proslave. Volovi su korišteni za vuču, a magarci i mazge za transport robe. Uzgoj konja udomaćio se tek sredinom 2. tisućljeća pr. Kr., a koristili su se kao životinje za vojne potrebe za vuču kočija i za konjicu.

## Trgovina i putovanja
Trgovina je, zbog nedostatka nekih bitnih prirodnih dobara, još od prapovijesti bila životno važan dio asirskoga gospodarstva. Usto, Asirija je zemljopisno smještena na raskrižju puteva od istoka prema zapadu i od sjevera prema jugu. Grad Ašur osobito je važan u tom smislu jer je na tom mjestu posotojao prolaz kroz planine Zargos. Za razliku od Babilonije, asirske rijeke nisu imale odlučujuću važnost u transportu, pa su karavane i vojske bile prisiljene na premještanje kopnenim putem, ali duž rijeka radi opskrbe vodom. Većina je puteva bila u lošem stanju, puna utrtih tragova i rupa, no postojali su i kraljevski putevi što su ih koristili kraljevi glasnici, a održavani su u dobru stanju. Poznato je da je karavana ili vojna jedinica mogla otprilike prijeći 25 km dnevno, što je ipak bitno ovisilo o vrsti terena. Radi bržeg komuniciranja, Asirci su postavljali usputne postaje, gdje su konji bili spremni 24 sata dnevno. Na taj je način kralj mogao ostati u vezi s najudaljenijim krajevima zemlje.